# Палермо (провінція)
Провінція Палермо (італ. Provincia Regionale di Palermo) — колишня провінція Італії, у регіоні Сицилія. З 7 серпня 2015 року замінена метрополійним містом Палермо.
Площа провінції — 4 992 км², населення — 1 249 297 осіб.
Столицею провінції було місто Палермо.

## Географія
Провінція межувавла на заході з провінцією Трапані, на півдні з провінцією Агрідженто і провінцією Кальтаніссетта, на сході з провінцією Мессіна і провінцією Енна.